# Bo Martinsson
Bo Nils Olof Martinsson, född 14 juni 1922 i Tuna församling, Västernorrlands län, död 1 februari 1999 i Norrköping (Matteus), var en svensk advokat och socialdemokratisk politiker.

## Biografi
Bo Martinsson föddes i Matfors i Tuna socken i Medelpad. Han blev jur.kand. i Uppsala 1947 och gjorde tingstjänstgöring 1947–1949. Martinsson var biträdande jurist vid Arendt Berggrens Advokatbyrå i Sundsvall 1949–1961 och blev ledamot av advokatsamfundet 1952. Åren 1961–1970 var han delägare.
Martinsson var ledamot av stadsfullmäktige i Uppsala 1946 och i Sundsvall 1951–1970. Stadsfullmäktigesordförande i Sundsvall 1965–1969. Riksdagsledamot i andra kammaren 1960–1970. Gruppledare i andra kammaren 1969–1970.
Under Martinssons tid som generaldirektör i Kriminalvårdsstyrelsen 1970–1987, humaniserades kriminalvården och fokus lades på vård och rehabilitering till ett liv utanför murarna.
Han var förbundsordförande i Riksförbundet för Hjärt- och Lungsjuka 1964–1994. Han gifte sig 1946 med Ulla Eklöf. Bo Martinsson är gravsatt i minneslunden på Krematorielunden i Norrköping.